# Phyllangia papuensis
Phyllangia papuensis är en korallart som beskrevs av Studer 1878. Phyllangia papuensis ingår i släktet Phyllangia och familjen Caryophylliidae. Inga underarter finns listade i Catalogue of Life.